# André Rischmann
Pour les articles homonymes, voir Rischmann.

a Compétitions nationales et continentales officielles uniquement.

b Matchs officiels uniquement.
André Rischmann est un joueur français de rugby à XV né le 26 janvier 1882 à Paris où il est mort le 9 novembre 1955, ayant joué en sélection nationale et au Cosmopolitan Club au poste d'ailier. Il remporte les Jeux olympiques de 1900 avec l'USFSA.

## Biographie
Lors du premier match des Jeux olympiques contre l'équipe allemande, André Rischmann marque deux essais. Il inscrit deux pénalités contre les Britanniques lors du second match.

## Palmarès
- Deux sélections olympiques, les 14 et 28 octobre 1900.
- Champion olympique en 1900.